# Additional Creations
Az Additional Creations Joe Satriani gitáros 2000-ben megjelent EP-je. A CD-n négy szám található, melyből három már meglévő számok mixe.

## Track lista
1. "Borg Sex" (Radio Mix) – 3:32
2. "Turkey Man" – 6:50
3. "Flavor Crystal 7" (Radio Mix) – 3:49
4. "Until We Say Goodbye" (Techno Mix) – 5:30